# Tim Grossniklaus
Tim Grossniklaus (* 25. Februar 1995 in Beatenberg) ist ein Schweizer Eishockeyspieler, der seit Juli 2024 beim EHC Visp aus der Swiss League unter Vertrag steht und bereits seit März 2024 dort auf der Position des Verteidigers spielt. Zuvor absolvierte Grossniklaus unter anderem über 240 Spiele für den SC Bern, HC Davos, Genève-Servette HC, SCL Tigers und SC Rapperswil-Jona Lakers in der National League.

## Karriere
Grossniklaus durchlief die Nachwuchsbewegung des SC Bern und amtete zwischen 2013 und 2015 als Mannschaftskapitän der Elite-Junioren des SCB. Seinen Einstand in der National League A (NLA) gab er für die Berner im Verlauf des Spieljahres 2012/13. Teile der Saison 2014/15 verbrachte der Verteidiger dank einer B-Lizenz beim EHC Olten in der National League B (NLB) und wechselte auf die Saison 2015/16 zum SC Rapperswil-Jona Lakers. Jedoch musste er die ersten Monate aussetzen, nachdem er im Sommer 2015 während eines Badeurlaubes in der Türkei verunfallt war und sich eine Halswirbelverletzung zugezogen hatte, die eine Operation nötig machte.
Nach zwei Jahren bei den Rosenstädtern wurde Grossniklaus auf die Saison 2017/18 vom HC Davos unter Vertrag genommen. Zunächst erhielt er einen Probevertrag und wurde dann fix verpflichtet. Ende Januar 2018 ging er von Davos zum Ligakonkurrenten Genève-Servette HC. Anschliessend spielte Grossniklaus eine Saison beim EHC Olten, ehe er zur Saison 2019/20 von den SCL Tigers verpflichtet wurde. Diese liehen ihn im September 2019 an den EHC Kloten in die Swiss League aus.
Zur Saison 2023/24 wechselte der Abwehrspieler erneut zu den SC Rapperswil-Jona Lakers, wurde zum Saisonende jedoch an den EHC Visp aus der Swiss League ausgeliehen. Auf die Spielzeit 2024/25 hin unterzeichnete der Verteidiger einen festen Vertrag in Visp. Mit dem EHC Visp gewann Grossniklaus im Frühjahr 2025 die Meisterschaft der Swiss League.

### International
Grossniklaus lief für die Altersklassen U16, U17, U18, U19 und U20 für die Nachwuchsnationalmannschaften der Swiss Ice Hockey Federation auf. An einem grossen internationalen Turnier nahm er dabei nicht teil, sondern absolvierte lediglich das Ivan Hlinka Memorial Tournament 2012 und die World Junior A Challenge 2013.

## Erfolge und Auszeichnungen
- 2014 Schweizer U20-Junioren-Meister mit dem SC Bern
- 2015 Schweizer Cupsieger mit dem SC Bern
- 2025 Meister der Swiss League mit dem EHC Visp

## Karrierestatistik
Stand: Ende der Saison 2024/25

### International
Vertrat die Schweiz bei:
- Ivan Hlinka Memorial Tournament 2012
- World Junior A Challenge 2013

(Legende zur Spielerstatistik: Sp oder GP = absolvierte Spiele; T oder G = erzielte Tore; V oder A = erzielte Assists; Pkt oder Pts = erzielte Scorerpunkte; SM oder PIM = erhaltene Strafminuten; +/− = Plus/Minus-Bilanz; PP = erzielte Überzahltore; SH = erzielte Unterzahltore; GW = erzielte Siegtore; 1 Play-downs/Relegation; Kursiv: Statistik nicht vollständig)